# Castelveccana
Castelveccana est une commune italienne de la province de Varèse dans la région Lombardie en Italie.

## Toponyme
Appelé Castello jusqu'en 1928. Veccana est le nom d'une ville voisine, et vient de l'ancien nom Vecanus ou Veccunius.

## Histoire
Au XIIIe siècle, cette entité tombait sous le préfet de Veccana Valtravaglia, domaine de l'archevêché de Milan. 
Par la suite, elle fut fief de Valtravaglia, fief des Rusca dès 1438, puis fief de Luino, qui devint possession des Lonati et puis des Marliani. 
Les terres de la seigneurie, à l'exception de Luino, furent transférées en 1694 aux Moriggia, qui les ont occupées jusqu'en 1783. 
Le conseil spécial municipal fut composé de deux maires et un consul. Les maires furent choisis par tirage au sort le premier janvier de chaque année, tandis que le chancelier ne changea pas. 
Selon la découpe de 1757 faisait partie de la communauté paroissiale de Valtravaglia. En 1786, la ville devint partie de la province de Gallarate, puis Varèse, à la suite de la découpe territoriale de la Lombardie autrichienne, qui divisa la Lombardie en huit provinces. En 1791, les villes de Valtravaglia furent inclus dans la province de Milan.
À la suite de la loi du 26 mars 1798, la municipalité de Verbano Veccana a été ajoutée dans le district de Malgorabbia. La loi du 26 septembre 1798 abolit le département de Verbano, créant les départements d'Olona, Alto Po, Serio et Mincio. Veccana entra dans le district XVI de Luino, alors partie du département de l'Olona. 
En 1801, la ville fut située dans le district II de Varèse dans le Lario. En 1805, la ville fut incorporée dans le canton VIII de Luvino (Luino) du district II du département du Lario. La ville de classe III, avait 639 habitants. 
À la suite de la fusion de communes dans le département du Lario, Veccana figure sous le dénominateur commun de Porto, dans le canton V de Luvino du district II de Varèse.
Lors de l'activation des municipalités dans la province de Côme, sur base de la subdivision territoriale du royaume de Lombardie-Vénétie, la municipalité a été incorporée dans le district XXI de Luvino.
L'édit 5628/702 du 19 mars 1821, autorisa dans la ville de Veccana, le Conseil municipal réuni en conseil général. Veccana, fut confirmée dans le district XXI de Luvino. En 1853, Veccana (784 hab.), fut incorporée dans le XXI canton de Luvino.
À la suite de l'union temporaire des provinces lombardes sous le royaume de Sardaigne, par la loi du 23 octobre 1859, la ville de Veccana (891 habitants) fut régi par un conseil de quinze membres plus deux, inclus dans le mandat V de Luvino, deuxième arrondissement de Varese, province de Cômoe. 
Conformément à la loi municipale sur les règlements de 1865, la ville était administrée par un maire et un conseil. 
Le nombre d'habitants évolua comme suit:
- 1861 : 890
- 1871 : 754
- 1881 : 980
- 1901 : 823
- 1911 : 842
- 1921 : 833

En 1924, la ville fut incluse dans le district de Varèse dans la province de Côme. Dès 1926, la ville fut administrée par un maire. En 1927, la ville fut incorporée dans la province de Varèse. En 1928, la ville de Veccana fut incorporée dans la ville de Castello Valtravaglia, maintenant appelée Castelveccana.

## Administration
| Période                                  | Période  | Identité      | Étiquette | Qualité |
| ---------------------------------------- | -------- | ------------- | --------- | ------- |
| 8/6/2009                                 | En cours | Luciano Pezza |           | employé |
| Les données manquantes sont à compléter. |          |               |           |         |

### Hameaux
Caldè, De Grandi Adamoli (rifugio), Nasca, Passo del Cuvignone, Pessina, Ronchiano, San Michele, San Pietro, Sant'Antonio, Sarigo, Scirlasca, Sasso Galletto, Sasso Sciseno, l'Americana, Pizzoni di Laveno, Monte La Tegia, Alpe del Cuvignone, C. Pianizze, Pizzo di Cuvignone, Crotto Battistone, Virasca, Pianeggi, Pira, C. Froda, Castello Valtravaglia, Pessina, Saltirana, Rocca di Caldè, Santa Veronica, San Martino, Bissaga, Selvetta, Alpe Calorescio, C.na Boraffora, Biogno